# Фрібур
Фрібу́р (фр. Fribourg), рідше Фра́йбург (нім. Freiburg im Üechtland) — місто на заході Швейцарії, адміністративний центр кантону Фрібур та округу Сарін. У перекладі українською — «вільне місто».
Відоме з XII століття. Архітектурні пам'ятки XII—XVII століть. Туризм. Є музей мистецтва та історії.

## Географія
Місто розташоване на річці Сарін на відстані близько 27 км на південний захід від Берна.
Фрібур має площу 9,3 км², з яких на 63,5 % дозволяється будівництво (житлове та будівництво доріг), 13,2 % використовуються в сільськогосподарських цілях, 16,9 % зайнято лісами, 6,4 % не є продуктивними (річки, льодовики або гори).

## Демографія
2019 року в місті мешкало 38 197 осіб (+9,5 % порівняно з 2010 роком), іноземців було 36,7 %. Густота населення становила 4116 осіб/км².
За віковим діапазоном населення розподілялося таким чином: 19,1 % — особи молодші 20 років, 64,1 % — особи у віці 20—64 років, 16,8 % — особи у віці 65 років та старші. Було 17412 помешкань (у середньому 2,1 особи в помешканні).
Із загальної кількості 33 399 працюючих 19 було зайнятих в первинному секторі, 2287 — в обробній промисловості, 31 093 — в галузі послуг.
Місто багатомовне: близько 58 % населення говорять французькою, 22 % німецькою, 5 % італійською. При населенні біля 38 тисяч, понад 10 тисяч — студенти Університету
- 1986 — 34 тис.чол. (з передмістями — 56 тис.чол.);
- 1991 — 34,5 тис.чол.;
- 2004 — 33,4 тис.чол.;
- 2007 — 37,2 тис.чол.

## Господарство
Транспортний вузол (на залізничній лінії Берн — Лозанна). Машинобудування, харчосмакова промисловість (варіння пива, виробництво шоколаду), а також деревообробна, картонажна, текстильна промисловість.
Університет засновано 1889 року. У ньому, зокрема, навчався Ян Токаржевський-Карашевич.

## Галерея

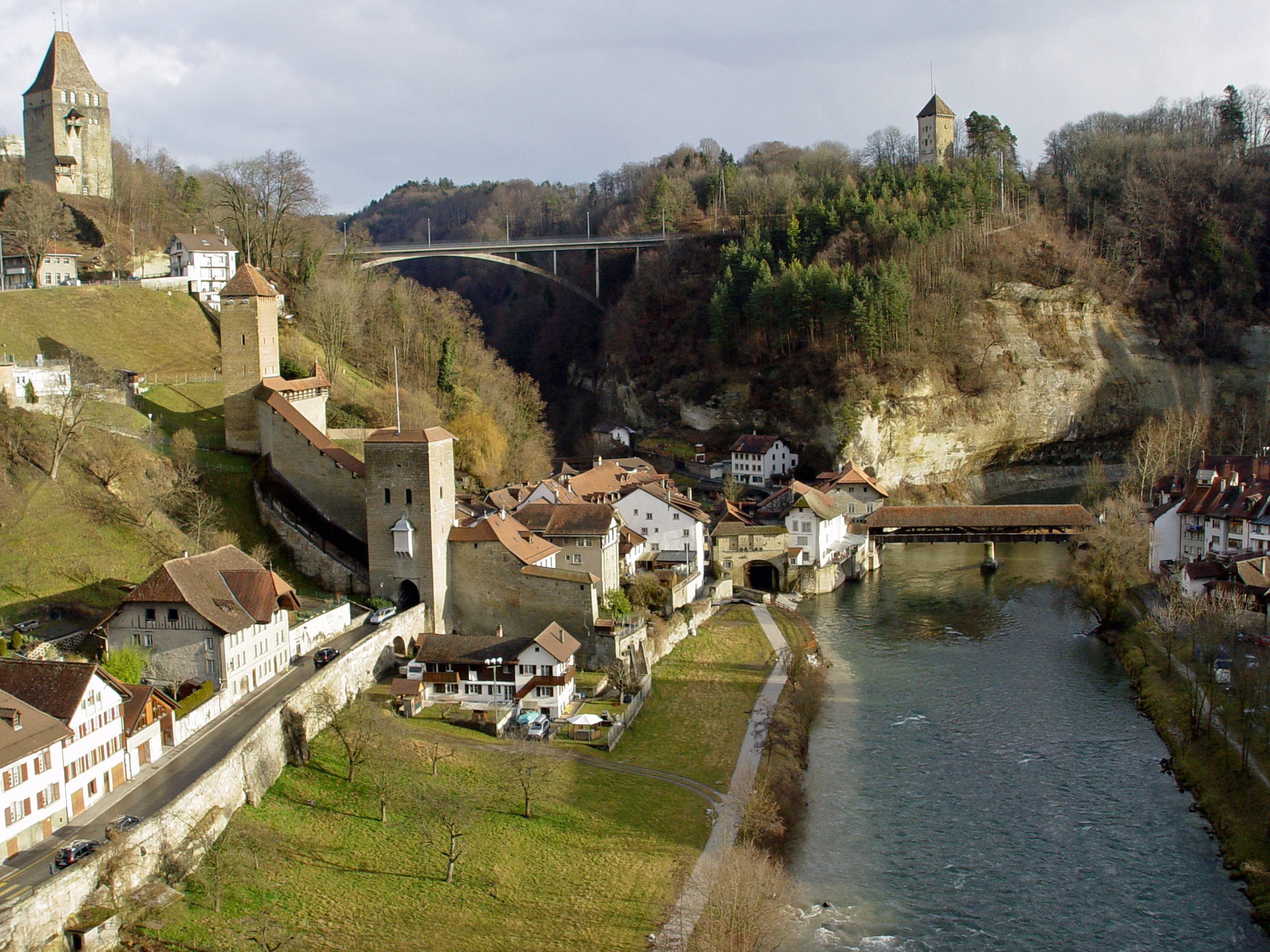
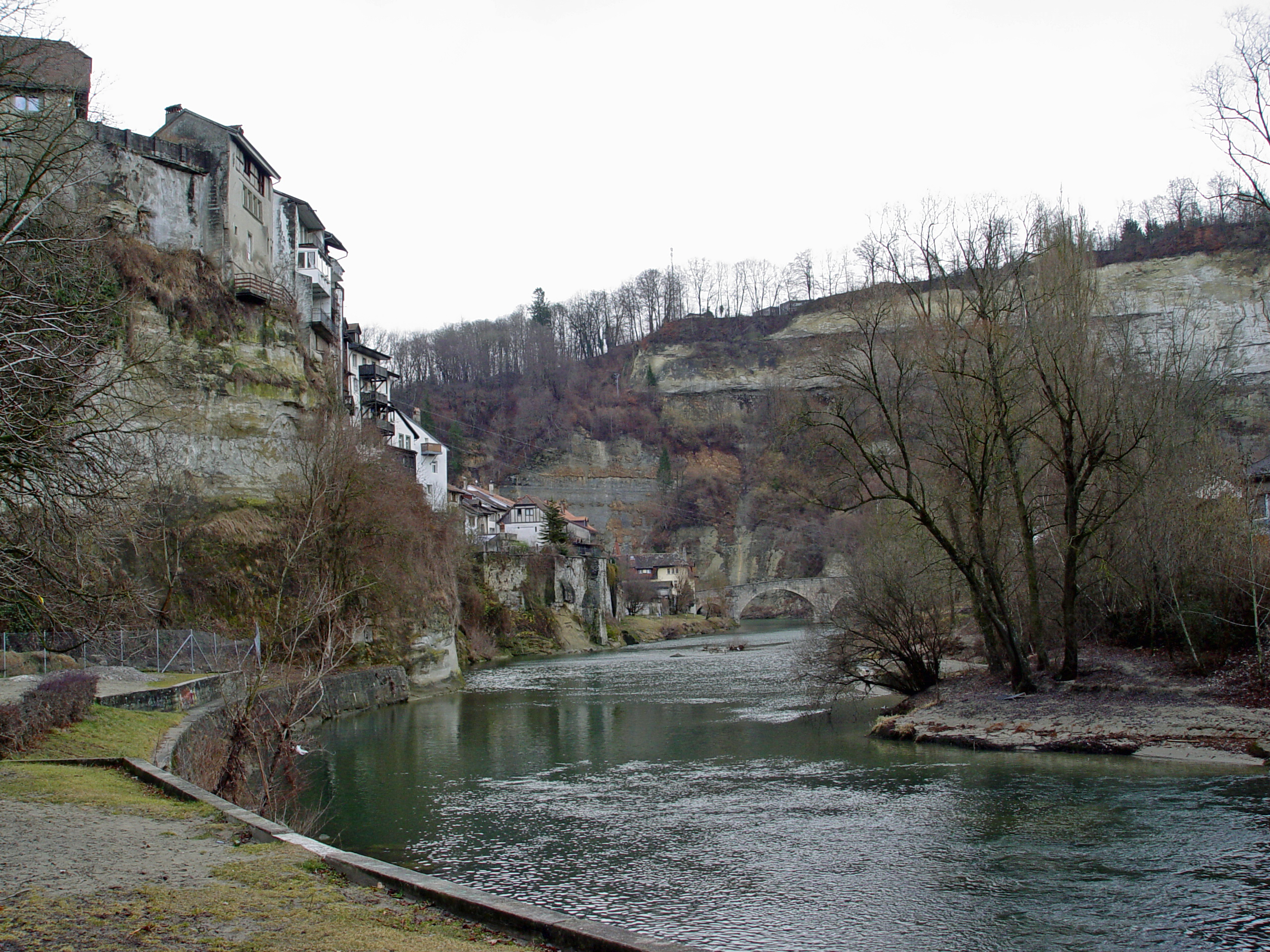
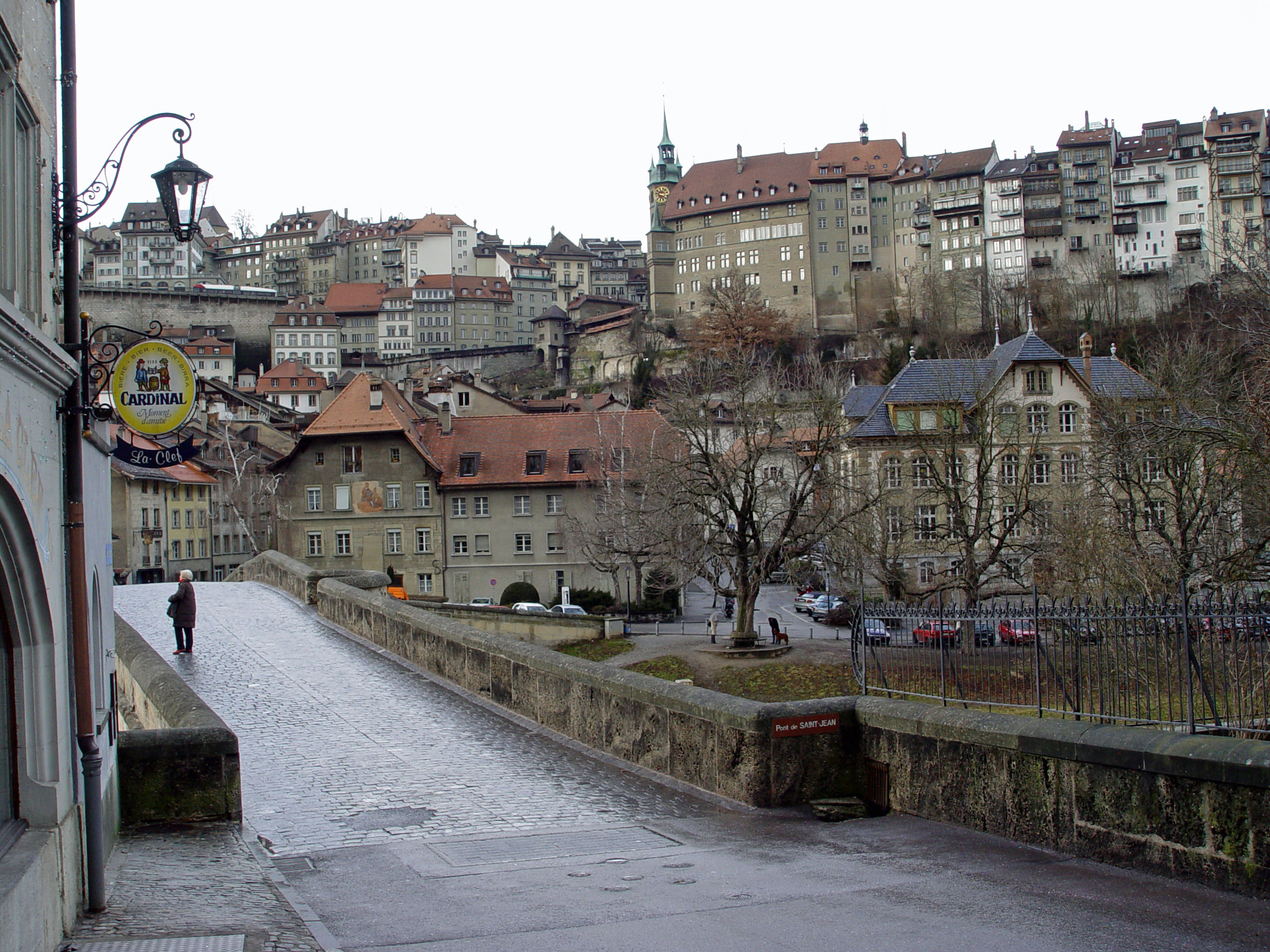

## Особистості
У місті помер:
- Людвік Бронарський (1890—1975) — польський музикознавець.